# NGC 3454
NGC 3454 (również PGC 32763 lub UGC 6026) – galaktyka spiralna z poprzeczką (SBc), znajdująca się w gwiazdozbiorze Lwa. Odkrył ją John Herschel 17 marca 1831 roku.